# Jean-Louis Tixier-Vignancour

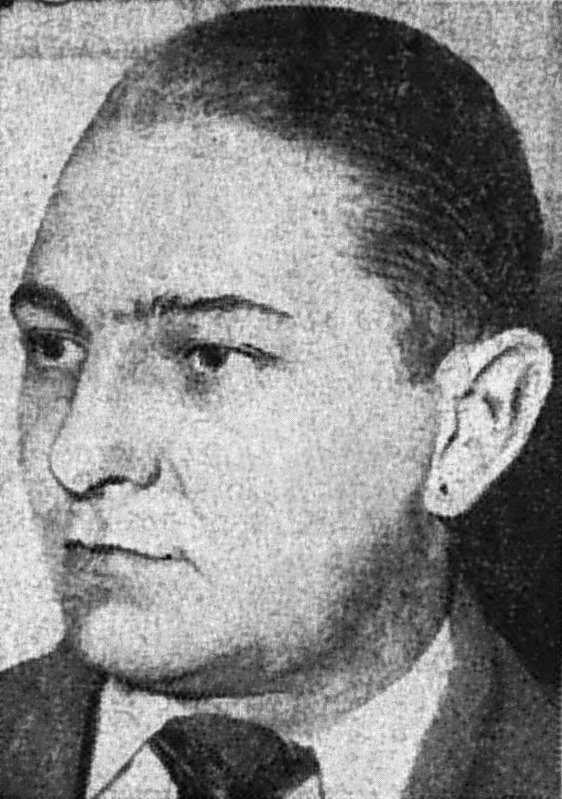
Jean-Louis Tixier-Vignancour (1938)

Jean-Louis Tixier-Vignancour, geboren als Jean Louis Gilbert Tixier, (* 12. Oktober 1907 in Paris; † 29. September 1989 ebenda) war ein französischer Anwalt und Politiker.

## Leben
Tixier-Vignancour war 1936 bis 1940 (und 1956 bis 1958 für die unabhängige Liste républicaine d’action sociale et paysanne) Abgeordneter des Departements Basses-Pyrénées. Am 10. Juli 1940 stimmte er in der Nationalversammlung für die erweiterten Vollmachten für Marschall Pétain. Im Vichy-Regime war er 1940–1941 Sekretär für Information (Secrétaire général adjoint à l’Information de l’État français). Als Anwalt war er besonders für die Verteidigung der OAS-Angehörigen Anfang der 1960er Jahre bekannt. So vertrat er 1962 General Raoul Salan (1899–1984), wobei er durch seine in Frankreich wegen ihrer rhetorischen Brillanz weithin bewunderte Verteidigungsrede (sie erschien auch auf Schallplatten) die Todesstrafe abwenden konnte, und den de Gaulle-Attentäter Jean-Marie Bastien-Thiry 1963, der allerdings exekutiert wurde.
1965 trat er als Kandidat der äußersten Rechten bei den französischen Präsidentschaftswahlen an. Bereits zwei Jahre zuvor hatte Jean-Marie Le Pen das Comité d’initiative pour une candidature nationale (Initiativkomitee für eine nationale Kandidatur) gegründet, um die radikale Rechte der französischen Politik zu vereinen. Tixier-Vignancour wurde hierfür als idealer Kandidat angesehen: Zum einen war er in der breiten Öffentlichkeit bekannt, zum anderen konnte er beide Traditionsstränge der Rechten ansprechen – sowohl die Anhänger eines „französischen Algerien“, die sich durch Charles de Gaulle verraten fühlten, als auch die Unterstützer des früheren Vichy-Regimes. Auch junge Nationalisten wie Dominique Venner und Alain de Benoist unterstützten das Komitee, welches nach den Initialen des Kandidaten fortan auch Comité TV genannt wurde. Le Pen fungierte als Wahlkampf-Manager.
Schließlich erreichte Tixier-Vignancour 5,27 % der Stimmen, was angesichts der hohen Erwartungen als große Enttäuschung angesehen wurde. Die Niederlage wurde vor allem dadurch erklärt, dass Tixier-Vignancour außer seiner Feindschaft zu de Gaulle kein klares Wahlprogramm formuliert hatte und das heterogene Comité TV den herkömmlichen Parteiorganisationen organisatorisch unterlegen war. Auch die Tatsache, dass mit Jean Lecanuet im letzten Moment noch ein weiterer Kandidat erschien, schadete Tixier-Vignancour, da Lecanuet sich als gemäßigter Rechter positionierte und Tixier dadurch viele Stimmen kostete. Im zweiten Wahlgang stimmte er für François Mitterrand, da seine Abneigung gegenüber de Gaulle wegen der Aufgabe Algeriens zu groß war. Die Organisationsstruktur des Comité TV zerbrach nach dem Misserfolg der Präsidentschaftswahl 1965 rasch wieder, sodass die radikale Rechte zersplittert blieb, bis Le Pen 1972 mit der Front National eine neue, langfristig wesentlich erfolgreichere Sammlungsbewegung gründete.
1979 war er bei der Wahl zum europäischen Parlament auf dem ersten Listenplatz der „Eurodroite“ der rechten PFN (Parti des forces nouvelles).